# حد ناقص
الحد الناقص ما يكون بالفصل القريب وحده أو به وبالجنس البعيد؛ كتعريف الإنسان بالناطق أو بالجسم الناطق.